# Commonwealth Games 2014/Teilnehmer (Namibia)
| Gelbes Symbol für Goldmedaillen mit stilisierten Olympischen Ringen | Graues Symbol für Silbermedaillen mit stilisierten Olympischen Ringen | Braundes Symbol für Bronzemedaillen mit stilisierten Olympischen Ringen |
| ------------------------------------------------------------------- | --------------------------------------------------------------------- | ----------------------------------------------------------------------- |
| —                                                                   | 1                                                                     | 2                                                                       |

Bei den Commonwealth Games 2014 nahm Namibia mit 16 Athleten teil. Fahnenträger bei der Eröffnungsfeier war die Leichtathletin Helalia Johannes.

## Medaillen

### Medaillenspiegel
| Rang   | Sportart       | Gold | Silber | Bronze | Gesamt |
| ------ | -------------- | ---- | ------ | ------ | ------ |
| 1      | Boxen          | –    | 1      | –      | 1      |
| 2      | Leichtathletik | –    | –      | 2      | 3      |
| Gesamt | Gesamt         | –    | 1      | 2      | 3      |

### Medaillengewinner
| Name/n         | Sportart       | Wettkampf           |
| -------------- | -------------- | ------------------- |
| Silber         |                |                     |
| Junias Jonas   | Boxen          | bis 64 kg           |
| Bronze         |                |                     |
| Johanna Benson | Leichtathletik | Weitsprung (F37/38) |
| Lahja Ishitile | Leichtathletik | 100 m (T12)         |

## Teilnehmer nach Sportarten

### Boxen
| Athleten     | Wettbewerb | 1. Runde   | 1. Runde | Achtelfinale   | Achtelfinale | Viertelfinale | Viertelfinale | Halbfinale | Halbfinale | Finale      | Finale   | Rang |
| Athleten     | Wettbewerb | Gegner     | Ergebnis | Gegner         | Ergebnis     | Gegner        | Ergebnis      | Gegner     | Ergebnis   | Gegner      | Ergebnis | Rang |
| ------------ | ---------- | ---------- | -------- | -------------- | ------------ | ------------- | ------------- | ---------- | ---------- | ----------- | -------- | ---- |
| Männer       |            |            |          |                |              |               |               |            |            |             |          |      |
| Jonas Junias | 64 kg      | Aamir Khan | 3:0      | Charles Lumbwe | 3:0          | Leroy Hindley | 3:0           | Sean Duffy | 3:0        | Josh Taylor | 0:3      | 2    |

### Leichtathletik
Laufen und Gehen
| Athleten          | Wettbewerb   | Runde 1 | Runde 1 | Halbfinale    | Halbfinale    | Finale        | Finale        | Rang          |
| Athleten          | Wettbewerb   | Zeit    | Rang    | Zeit          | Rang          | Zeit          | Rang          | Rang          |
| ----------------- | ------------ | ------- | ------- | ------------- | ------------- | ------------- | ------------- | ------------- |
| Frauen            |              |         |         |               |               |               |               |               |
| Helalia Johannes  | Marathonlauf | –       | –       | –             | –             | 2:32:02 h     | 5             | 5             |
| Beata Naigambo    | Marathonlauf | –       | –       | –             | –             | 2:35:21 h     | 10            | 10            |
| Leena Ekandjo     | Marathonlauf | –       | –       | –             | –             | DNF           | DNF           | DNF           |
| Lahja Ishitile    | 100 m (T12)  | 13,40 s | 2       | –             | –             | 13,48 s       | 3             | 3             |
| Johanna Katjikuru | 100 m (T12)  | 15,38 s | 4       | ausgeschieden | ausgeschieden | ausgeschieden | ausgeschieden | ausgeschieden |
| Männer            |              |         |         |               |               |               |               |               |
| Namupala Reonard  | Marathonlauf | –       | –       | –             | –             | DNF           | DNF           | DNF           |

Springen und Werfen 
| Athleten           | Wettbewerb      | Qualifikation | Qualifikation | Finale  | Finale | Rang |
| Athleten           | Wettbewerb      | Weite         | Rang          | Weite   | Rang   | Rang |
| ------------------ | --------------- | ------------- | ------------- | ------- | ------ | ---- |
| Männer             |                 |               |               |         |        |      |
| Etchegaray Nguluwe | Diskus (F42/44) | –             | –             | 28,88 m | 12     | 12   |

### Gewichtheben
| Athleten      | Wettbewerb | Gewicht  | Rang |
| ------------- | ---------- | -------- | ---- |
| Männer        |            |          |      |
| Ruben Soroseb | bis 72 kg  | 167,4 kg | 6    |

### Radsport

#### Radsport (Straße)
| Athleten    | Wettbewerb    | Zeit         | Rang |
| ----------- | ------------- | ------------ | ---- |
| Frauen      |               |              |      |
| Vera Adrian | Straßenrennen | DNF          | DNF  |
| Vera Adrian | Zeitfahren    | 50:21,56 min | 27   |
| Irene Steyn | Straßenrennen | DNF          | DNF  |
| Irene Steyn | Zeitfahren    | 51:16,04 min | 28   |
| Männer      |               |              |      |
| Dan Craven  | Straßenrennen | 4:22:08 h    | 9    |

#### Radsport (Mountainbike)
| Frauen         |              |           |     |
| Vera Adrian    | Mountainbike | LAP       | LAP |
| Männer         |              |           |     |
| Heiko Redecker | Mountainbike | 1:53:44 h | 18  |

### Ringen
Legende: G = Gewonnen, V = Verloren, S = Schultersieg
| Athleten        | Wettbewerb         | Achtelfinale | Achtelfinale | Viertelfinale | Viertelfinale | Halbfinale    | Halbfinale    | Hoffnungsrunde Halbfinale | Hoffnungsrunde Halbfinale | Hoffnungsrunde Finale | Hoffnungsrunde Finale | Finale        | Finale        | Rang          |
| Athleten        | Wettbewerb         | Gegner       | Ergebnis     | Gegner        | Ergebnis      | Gegner        | Ergebnis      | Gegner                    | Ergebnis                  | Gegner                | Ergebnis              | Gegner        | Ergebnis      | Rang          |
| --------------- | ------------------ | ------------ | ------------ | ------------- | ------------- | ------------- | ------------- | ------------------------- | ------------------------- | --------------------- | --------------------- | ------------- | ------------- | ------------- |
| Männer          |                    |              |              |               |               |               |               |                           |                           |                       |                       |               |               |               |
| Angula Shikongo | Freistil bis 97 kg | L. Rattigan  | V 2:6        | ausgeschieden | ausgeschieden | ausgeschieden | ausgeschieden | ausgeschieden             | ausgeschieden             | ausgeschieden         | ausgeschieden         | ausgeschieden | ausgeschieden | ausgeschieden |

### Schießen
| Athleten    | Wettbewerb | Qualifikation   | Qualifikation | Finale          | Finale        | Rang          |
| Athleten    | Wettbewerb | Ringe/ Scheiben | Rang          | Ringe/ Scheiben | Rang          | Rang          |
| ----------- | ---------- | --------------- | ------------- | --------------- | ------------- | ------------- |
| Frauen      |            |                 |               |                 |               |               |
| Gaby Ahrens | Trap       | 63              | 12            | ausgeschieden   | ausgeschieden | ausgeschieden |

### Triathlon
| Athleten       | Wettbewerb | Zeit       | Rang |
| -------------- | ---------- | ---------- | ---- |
| Männer         |            |            |      |
| Drikus Coetzee | Einzel     | 2:08:23 hn | 25   |